# 玉名市立鍋小学校
玉名市立鍋小学校（たまなしりつ なべ しょうがっこう）は、熊本県玉名市岱明町鍋にある公立小学校。

## 沿革
- 1872年（明治5年） - 鍋北校、鍋南校、扇崎校、沖洲校創立
- 1888年（明治21年） - それぞれ鍋北校、鍋南校に合併
- 1890年（明治23年） - 鍋北校と鍋南校が合併し鍋尋常小学校となる。南校を分校とする
- 1891年（明治24年） - 南校を統合す
- 1903年（明治36年） - 鍋尋常高等小学校と改称
- 1941年（昭和16年） - 鍋国民学校と改称
- 1947年（昭和22年） - 鍋村立鍋小学校と改称
- 1955年（昭和30年） - 岱明村立鍋小学校と改称
- 1965年（昭和40年） - 岱明町立鍋小学校と改称
- 2005年（平成17年） - 玉名市立鍋小学校と改称

## 学校周辺
- 行末川
- 国道501号
- 熊本県道169号大野下停車場線
- 熊本県道112号長洲玉名線

座標: 北緯32度54分39.132秒 東経130度29分37.406秒